# Verkiezingen voor het Europees Parlement 2014/Kandidatenlijst/Anti EU(ro) Partij
De kandidatenlijst voor de Europese Parlementsverkiezingen 2014 van de Anti EU(ro) Partij (lijstnummer 14) is na controle door de Kiesraad als volgt vastgesteld:
1. Reinten A.G. (Arnold) (m), Moskou (RU)
2. Rijnders J.T.G. (Jack) (m), Nieuwegein
3. Pieron C.J. (Claudia) (v), Purmerend
4. Scholtens GA. (Jerry) (m), Smilde
5. De Vries C.E. (Carla) (v), Nieuwegein

CDA-Europese Volkspartij · 
PVV (Partij voor de Vrijheid) ·
P.v.d.A./Europese Sociaaldemocraten ·
VVD ·
Democraten 66 (D66)-ALDE ·
GROENLINKS ·
SP (Socialistische Partij) ·
ChristenUnie-SGP ·
Artikel50 ·
IQ, de Rechten-Plichten-Partij ·
Piratenpartij ·
50PLUS ·
De Groenen ·
Anti EU(ro) Partij ·
Liberaal Democratische Partij ·
JEZUS LEEFT ·
ikkiesvooreerlijk.eu ·
Partij voor de Dieren ·
Aandacht en Eenvoud